# آنتروپی آزاد
آنتروپی آزاد (به انگلیسی: Free entropy) در واقع یک پتانسیل ترمودینامیکی مانند انرژی آزاد ترمودینامیکی است. همچنین به تابع (یا پتانسیل) ماسیو-پلانک هم شناخته می‌شود. در مکانیک آماری آنتروپی آزاد در لگاریتم تابع پارش بسیار به چشم می‌خورد.